# Mürzzuschlag
Mürzzuschlag – miasto w Austrii, w kraju związkowym Styria, w powiecie Bruck-Mürzzuschlag. 1 stycznia 2015 roku liczyło 8811 mieszkańców. Do 31 grudnia 2012 siedziba powiatu Mürzzuschlag.
W mieście znajduje się stacja kolejowa Mürzzuschlag.

## Współpraca
Miejscowości partnerskie:
- Arusza, Tanzania
- Blansko, Czechy
- Chillán, Chile
- Treptow-Köpenick, Niemcy